# Museu Histórico de Ilha das Caieiras
O Museu Histórico de Ilhas das Caieiras ou Museu Histórico de Ilha das Caieiras Manoel Passos Lyrio é um museu na Ilha das Caieiras, em Vitória, no estado do Espírito Santo.
Em 2022 o museu começou a receber um processo de ampliação, com uma parte dedicada aos pescadores, o Centro do Pescado.